# Fandom (strona internetowa)
Fandom (do 26 marca 2006 – Wikicities; do 4 października 2016 – Wikia) – serwis internetowy umożliwiający bezpłatne uruchamianie projektów wiki opartych na oprogramowaniu MediaWiki, stworzony przez Jimmy’ego Walesa (założyciela Wikipedii) i Angelę Beesley. Fandom został uruchomiony 18 października 2004 pod nazwą Wikicities.

## Wikia Incorporated

Logo Wikii

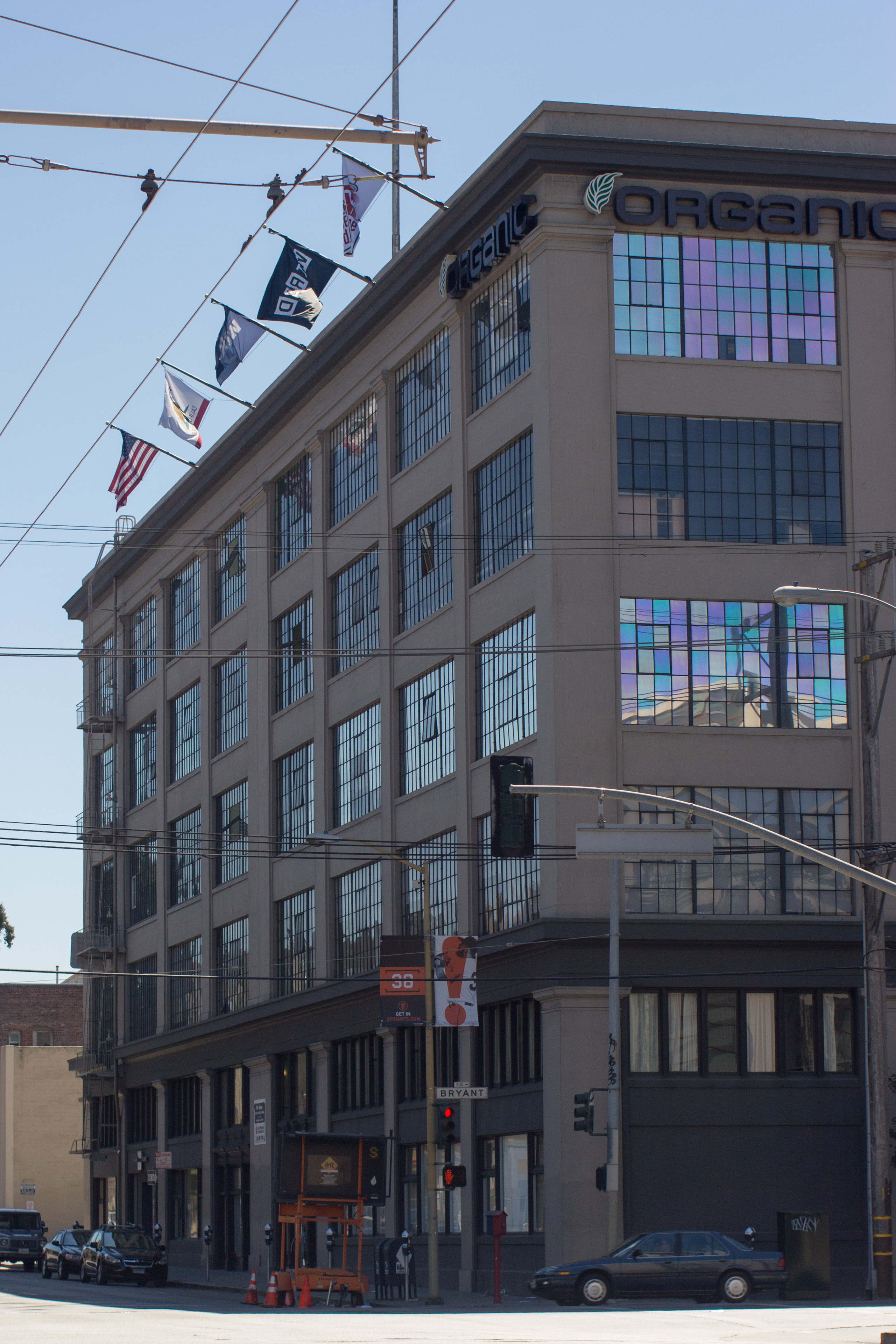
Siedziba Wikii i czasopisma Wired w San Francisco, 2012

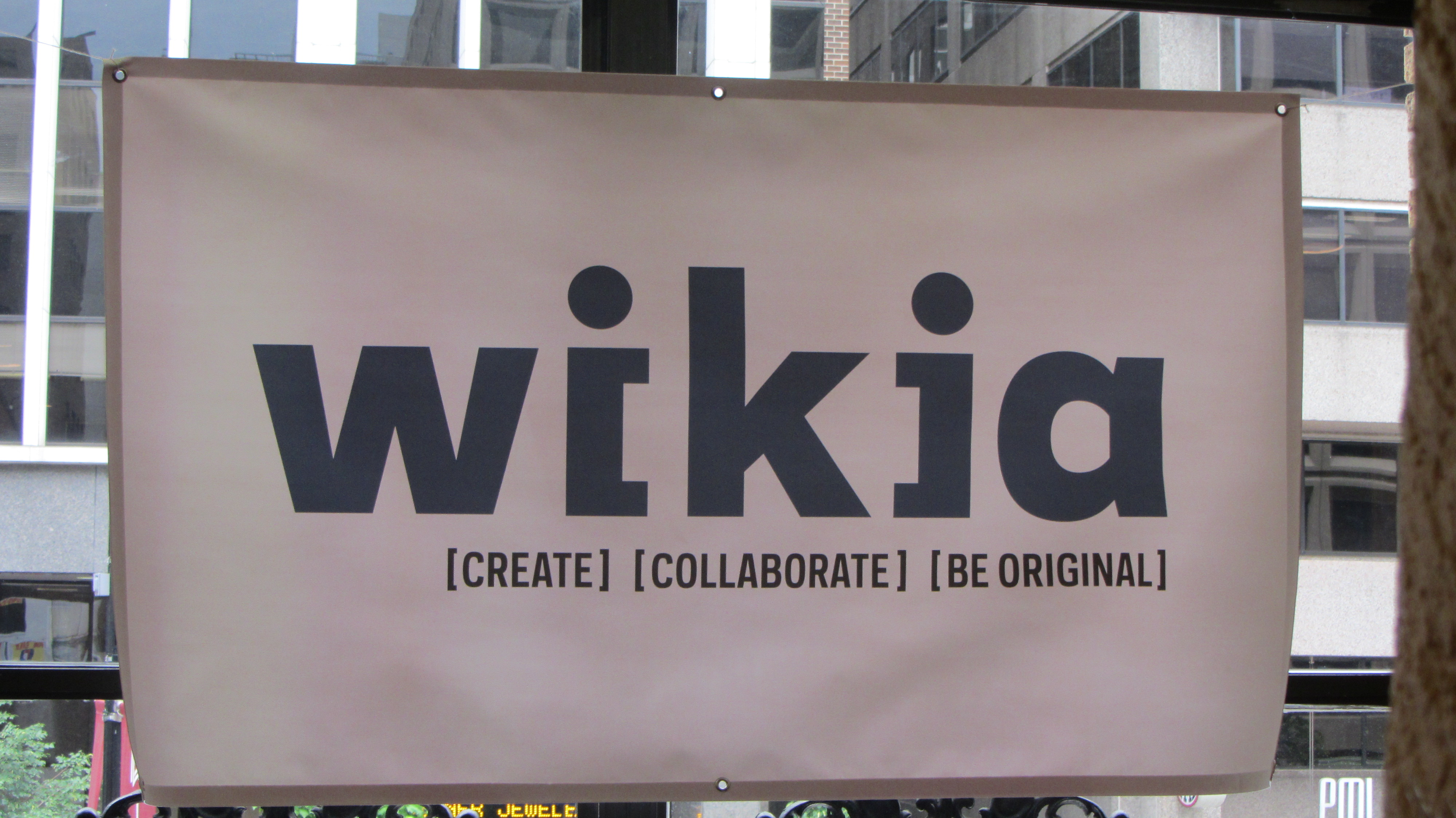
Logo Wikii na Wikia Party Day w czasie Wikimanii 2012 z dewizą:.

Wikia jest prowadzona przez niejawną spółkę akcyjną Wikia Incorporated, z kapitałem ok. 4 milionów USD. Akcje spółki posiadali w 2006 r. założyciele przedsiębiorstwa oraz dwóch instytucjonalnych inwestorów typu venture capital – Bessemer Venture Partners i Omidyar Network. Dochody spółki pochodzą z reklam umieszczanych w prawym pasku zajmującym szerokość 128 pikseli (Google AdSense), który jest wyświetlany przy wszystkich projektach działających na serwerach Wikii, z wyjątkiem encyklopedii w języku toki pona, przeniesionej w grudniu 2004 z serwerów Fundacji Wikimedia. Przedsiębiorstwo nie publikuje danych na temat wkładu poszczególnych udziałowców ani wartości wypłacanych dywidend. Prezesem Rady Nadzorczej i Dyrektorem Generalnym Wikia Incorporated jest Jimmy Wales. Dyrektorem generalnym (CEO) jest Craig Palmer. W 2006 r. Wikia otworzyła w Poznaniu centrum badawczo-rozwojowe, w którym zespół programistów i administratorów rozwija platformę publikacji opartą na MediaWiki.
Wikia powstało pierwotnie jako miejsce, gdzie można uruchamiać projekty, które nie mieszczą się w misji programowej Wikimedia Foundation. Siedziba spółki znajdowała się początkowo w tym samym miejscu co siedziba Wikimedia Foundation (St. Petersburg na Florydzie). Przeniesienie siedziby do Menlo Park w Kalifornii nastąpiło w czerwcu 2006. Oficjalne zasady Wikii zabraniają uruchamiania projektów, które duplikują lub są wyraźnie konkurencyjne w stosunku do projektów Wikimedia. Zawartość wszystkich projektów Wikii jest obowiązkowo udostępniana na wolnych licencjach. Zazwyczaj jest to licencja Creative Commons: Uznanie autorstwa – Na tych samych warunkach – wersja 3.0.

## Wikia Polska
Wikia, Inc. otworzyła w 2006 r. centrum badawczo-rozwojowe w Poznaniu.

## Projekty Wikia
W sierpniu 2006 r. na serwerach Wikii znajdowało się około 1600 projektów wiki, z czego 45 polskojęzycznych. Niektóre projekty są dość popularne i powszechnie znane, większość jednak jest niezbyt aktywna. Duży odsetek projektów Wikii jest porzucany przez ich założycieli i ulega po pewnym czasie zamrożeniu, jednak nigdy nie są one całkowicie zamykane. Spośród projektów Wikii wybrane anglojęzyczne to:
- Wookieepedia – encyklopedia na temat Star Wars
- Memory Alpha – encyklopedia na temat Star Trek
- Psychology – źródło informacji związanych z psychologią
- Angry Birds – encyklopedia poświęcona grze zręcznościowej Angry Birds
- Logopedia – wiki o logotypach